# Nuova Cancelleria del Reich
La Nuova Cancelleria del Reich (in tedesco: Neue Reichskanzlei) fu la sede del governo tedesco a Berlino dal 1939 al 1945. Fu distrutta dai bombardamenti sovietici nel corso della battaglia di Berlino nell'aprile 1945.

## Storia

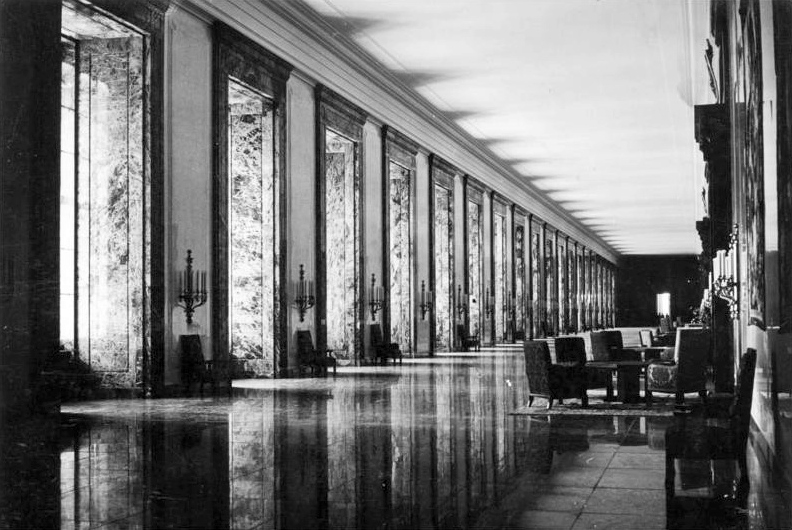
La galleria di marmo

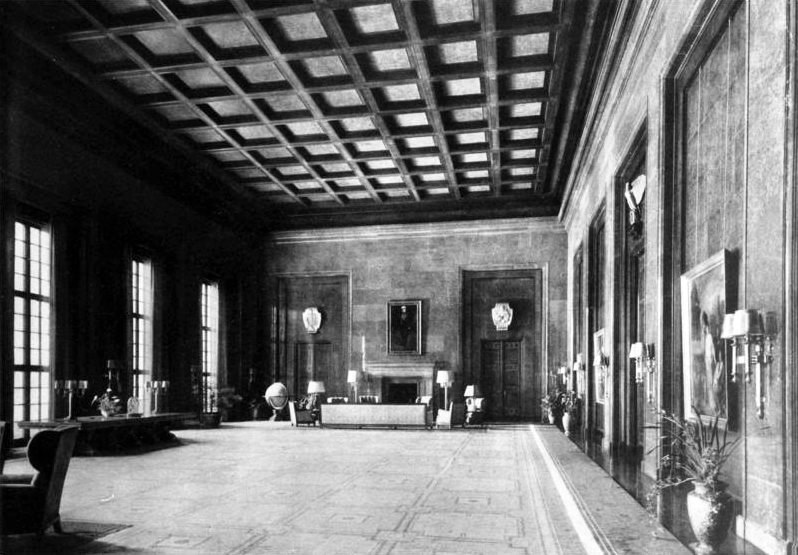
L'ufficio di Adolf Hitler

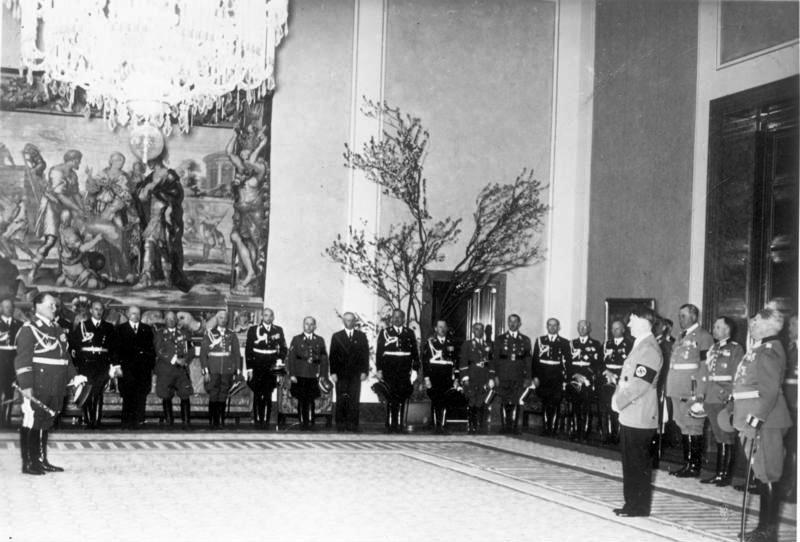
Adolf Hitler nel salone di ricevimento

La costruzione del palazzo della Nuova Cancelleria del Reich (in tedesco: Neue Reichskanzlei), a Berlino, fu iniziata nel gennaio 1938 dall'architetto Albert Speer (1905-1981) per volere di Adolf Hitler, intorno all'angolo di Voßstraße, una diramazione occidentale di Wilhelmstraße: l’ordine era che l'edificio avrebbe dovuto esser completato entro un anno. Il Führer affermò che la vecchia Cancelleria di Bismarck "era adatta per un'azienda produttrice di sapone", ma non adeguata come quartier generale del più grande Reich tedesco.
La nuova residenza, eretta nello stesso sito che qualche anno prima Speer aveva contribuito a restaurare (terminata nel 1739 secondo il progetto di Carl Friedrich Richter), rimase la sede ufficiale di Hitler con le recenti stanze ristrutturate, anche nei pavimenti, riunite nel complesso denominato l'appartamento del Capo (Führerwohnung). La Vecchia e la Nuova Cancelleria erano divise dall'area di un vasto giardino con il sotterraneo rifugio, fortificazione militare difensiva (ancora esistente) dove il dittatore visse gli ultimi giorni della sua vita nell'aprile 1945.
Speer affermò, nella sua autobiografia, che terminò il lavoro richiesto, disegnando, costruendo e arredando il complesso in poco meno di un anno. Infatti, le preliminari versioni dei disegni erano già state elaborate nel 1935. Approntare lo spazio per la Nuova Cancelleria, composta dai palazzi che sarebbero sorti sulla parte settentrionale della Voßstraße, comportò la demolizione dei vecchi e inutilizzati fabbricati preesistenti avvenuta nel 1937.
Hitler mise a disposizione l'intera zona nord della menzionata arteria incaricando l'architetto di realizzare uno spazioso atrio e grandi saloni che "dovevano impressionare il popolo". Speer aveva ricevuto, come compenso, un assegno a vuoto - Hitler asseriva che il costo dell'opera era immateriale - e gli era stato raccomandato che i palazzi dovevano essere di solida struttura e finiti entro il successivo mese di gennaio, in tempo per poter ricevere il Corpo diplomatico.
Più di 4000 lavoratori operarono nella ricostruzione, alternandosi nelle varie fasi in modo da ottenere un preciso e soddisfacente risultato. L'immensa edificazione si concluse 48 ore prima del tempo programmato, e il progetto valse a Speer la reputazione di geniale organizzatore e il conferimento, da parte di Hitler, della carica di ministro agli armamenti e alla produzione bellica dal 1942 al 1945. L'architetto reclutò l'intera forza lavoro: muratori, carpentieri, idraulici e altri operai specializzati erano invitati a far sì che la fine dell'opera fosse sicura e prossima. Hitler, poi, indirizzò le maestranze nello Sportpalast. Alcune rifiniture interne, però, furono perfezionate soltanto nel 1940. Il costo superò i 90 milioni di Reichmark, oltre un miliardo di dollari attuali.
La sequela di locali incominciava con la galleria di ricevimento, lunga 145 metri, assai apprezzata da Hitler e decorata con una preziosa varietà di materiali e colori. L'ufficio del führer era grandissimo. L'esterno della Cancelleria aveva un aspetto severo e incuteva soggezione. La Corte d'onore fungeva da accesso principale e, ai lati del portone, si ergevano due statue bronzee dello scultore Arno Breker. La Nuova Cancelleria fu distrutta dai bombardamenti sovietici nel corso della battaglia di Berlino, nell'aprile 1945. Ciò che restò fu demolito per ordine delle forze di occupazione russe e il materiale utilizzato per la realizzazione del memoriale ai soldati sovietici del parco Treptower e di altri edifici.